# Kishoreganj
Pour le district, voir Kishoreganj (district).
Kishoreganj (en bengali : কিশোরগঞ্জ) est une upazila du Bangladesh dans le district de Nilphamari. En 1991, on y dénombrait 246 201 habitants.